# پیمان تادلا

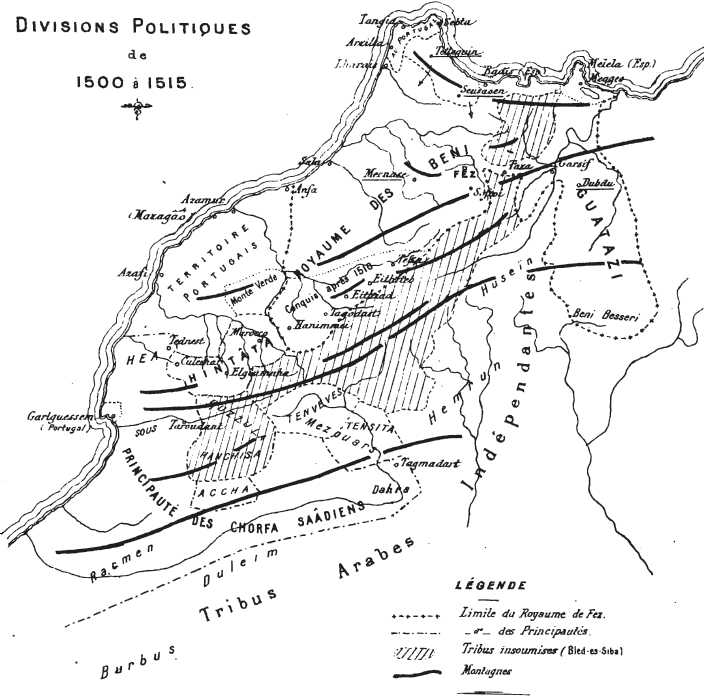
نقشه مستعمرات سابق پرتغال در مراکش (سلطنت سعدیان در قرن ۱۶)

پیمان تادلا (به انگلیسی: Treaty of Tadla) یک پیمان بود که در سال ۱۵۲۷ میان دو دودمان رقیب وطاسیان در شمال و سعدیان در جنوب در مراکش بسته شد. این پیمان به دنبال یک برخورد نظامی بی‌نتیجه بین دو طرف در طدله انجام شد.
این پیمان با شرایط اینکه سعدیان کنترل ناحیه سوس و مراکش و جنوب مراکش، و وطاسیان کنترل بقیه کشور شامل پایتخت فاس را در دست بگیرند، بسته شد.
درگیری داخلی مراکش را در برابر هجوم از خارج بیشتر از طرف پرتغال تضعیف کرده بود و این پیمان کمی ثبات به کشور افزود. این صلح باعث شد که سعدیان قدرت پرتغال را به چالش بکشند و به منافع پرتغال در اکادیر حمله کردند و آن را بازپس گرفتند که باعث سقوط اکادیر در سال ۱۵۴۱ شد. پس از این شکست، پرتغالی‌ها جایگاه‌های خود در اسفی و ازمور نیز رها کردند، اما توانستند الجدیده را نگه دارند چون دفاع از آن آسان بود.
این پیروزی‌ها باعث افتخار حاکم سعدی محمد الشیخ شد و سرانجام در نبرد تادلا در سال ۱۵۵۴ وطاسیان را به نابودی کشاند.